# Just Bring It
Just Bring It — четвёртый студийный и дебютный полноформатный альбом японской рок-группы Band-Maid, выпущенный 11 января 2017 года. Альбому предшествовали первый мировой тур группы и сингл «YOLO», изданный в ноябре 2016 года.
Международная версия вышла 10 февраля 2017 года на лейбле JPU Records и включает английский перевод песен и их транслитерацию на латинице.

## История создания
После выпуска в 2015 году мини-альбома New Beginning группа подписала контракт с лейблом Crown Stones и договорилась с компанией JPU Records о международном издании записей. В мае 2016 года, перед выпуском альбома Brand New Maid, группа впервые выступила в Великобритании на MCM London Comic Con. Закончив запись Just Bring It, Band-Maid провели первый мировой тур и в ноябре 2016 года выпустили сингл «YOLO», а также видеоклип на него. 9 января 2017 года, за два дня до выпуска альбома в Японии, вышло музыкальное видео для песни «Don’t You Tell Me».
Последняя композиция «Secret My Lips» позже была перезаписана в стиле японской традиционной музыки и со словами на киотском диалекте. Видеоклип на перезаписанную песню вышел под названием «Secret Maiko Lips» и был приурочен ко Дню смеха 2018 года. Позже эта песня также была добавлена в мини-альбом Band-Maiko, вышедший 3 апреля 2019 года, в качестве первого трека.

## Восприятие
Just Bring It получил преимущественно положительные отзывы. Рецензент сайта Rock Sins Филип Уайтхед дал альбому оценку 9/10, отметив его разнообразие и усовершенствованную музыкальность. Роб Сейс, обозреватель британского журнала Rock Sound, похвалил броскость альбома и припевы, удостоив запись оценкой 7/10.

## Список композиций
| №                   | Название                    | Текст песни              | Музыка              | Длительность |
| ------------------- | --------------------------- | ------------------------ | ------------------- | ------------ |
| 1.                  | «Don't You Tell Me»         | Мику Кобато, Сайки Ацуми | Band-Maid           | 3:10         |
| 2.                  | «Puzzle»                    | Кобато                   | Band-Maid           | 4:19         |
| 3.                  | «Moratorium» (モラトリアム) | Кобато                   | Band-Maid           | 4:15         |
| 4.                  | «YOLO»                      | Кобато                   | Band-Maid           | 4:25         |
| 5.                  | «Cross»                     | Нора, Кобато             | Нора                | 3:45         |
| 6.                  | «OOPArts»                   | Endcape                  | Нора                | 4:06         |
| 7.                  | «Take Me Higher!!»          | Кобато, Ацуми            | Band-Maid           | 3:18         |
| 8.                  | «So, What?»                 | Мива Сасаки              | Кодзи Гото (ck510)  | 3:48         |
| 9.                  | «Time»                      | Кобато                   | Хитоси Окамото      | 3:29         |
| 10.                 | «You.»                      | Кобато                   | Band-Maid           | 3:43         |
| 11.                 | «Awkward»                   | Кобато                   | Band-Maid           | 3:32         |
| 12.                 | «Decided by Myself»         | Кобато, Ацуми            | Band-Maid           | 3:54         |
| 13.                 | «Secret My Lips»            | Кобато                   | Band-Maid           | 4:11         |
| Общая длительность: | Общая длительность:         | Общая длительность:      | Общая длительность: | 49:55        |

## Участники записи
- Сайки Ацуми — основной вокал (кроме 9)
- Мику Кобато — ритм-гитара, вокал; основной вокал (9)
- Канами Тоно — соло-гитара
- Миса — бас-гитара
- Аканэ Хиросэ — барабаны

## Чарты
| Чарт (2017)                          | Высшая позиция |
| ------------------------------------ | -------------- |
| Japan Hot Albums (Billboard Japan)   | 20             |
| Japanese Albums (Oricon)             | 16             |
| UK Independent Albums (OCC)          | 49             |
| UK Independent Breakers Albums (OCC) | 13             |
| UK Rock & Metal Albums (OCC)         | 17             |